# Herb Grodziska Wielkopolskiego
Herb Grodziska Wielkopolskiego – jeden z symboli miasta Grodzisk Wielkopolski i gminy Grodzisk Wielkopolski w postaci herbu.

## Wygląd i symbolika
Herb przedstawia na błękitnej tarczy króla na złotym tronie w stylu gotyckim, w koronie, z berłem w ręce prawej, z jabłkiem w ręce lewej. Twarz, szyja i ręce królewskie barwy naturalnej. Włosy jasne. Korona, berło i jabłko złote. Tunika królewska biała z obramowaniem złotym przy rękawach, płaszcz czerwony obramowany złotem, spięty na prawym ramieniu klamrą złotą. Trzewiki czerwone.

## Historia
Według legendy przywilej lokacyjny nadał miastu król Przemysł II (1295–1296). Wskazywałaby na to pieczęć miejska, której elementy stylistyczne wskazują na XIII–XIV w., jako na okres jej sporządzenia; napis na niej + S CIVITATIS GRODZISCZ; przedstawia monarchę na tronie (prawdopodobnie króla Przemysła II), z koroną na głowie, berłem i jabłkiem w ręku. Najstarszy znany odcisk pieczęci pochodzi z 1438 roku. Przypuszczalnie w końcu XIV wieku wizerunek ten, z pieczęci królewskiej z nieznanego dokumentu, zastąpił pierwotną wersję herbu – gałąź lipową.